# Knipowitschia punctatissima
Knipowitschia punctatissima е вид лъчеперка от семейство Попчеви (Gobiidae). Видът е почти застрашен от изчезване.

## Разпространение
Разпространен е в Италия.